# Ludolf Colditz

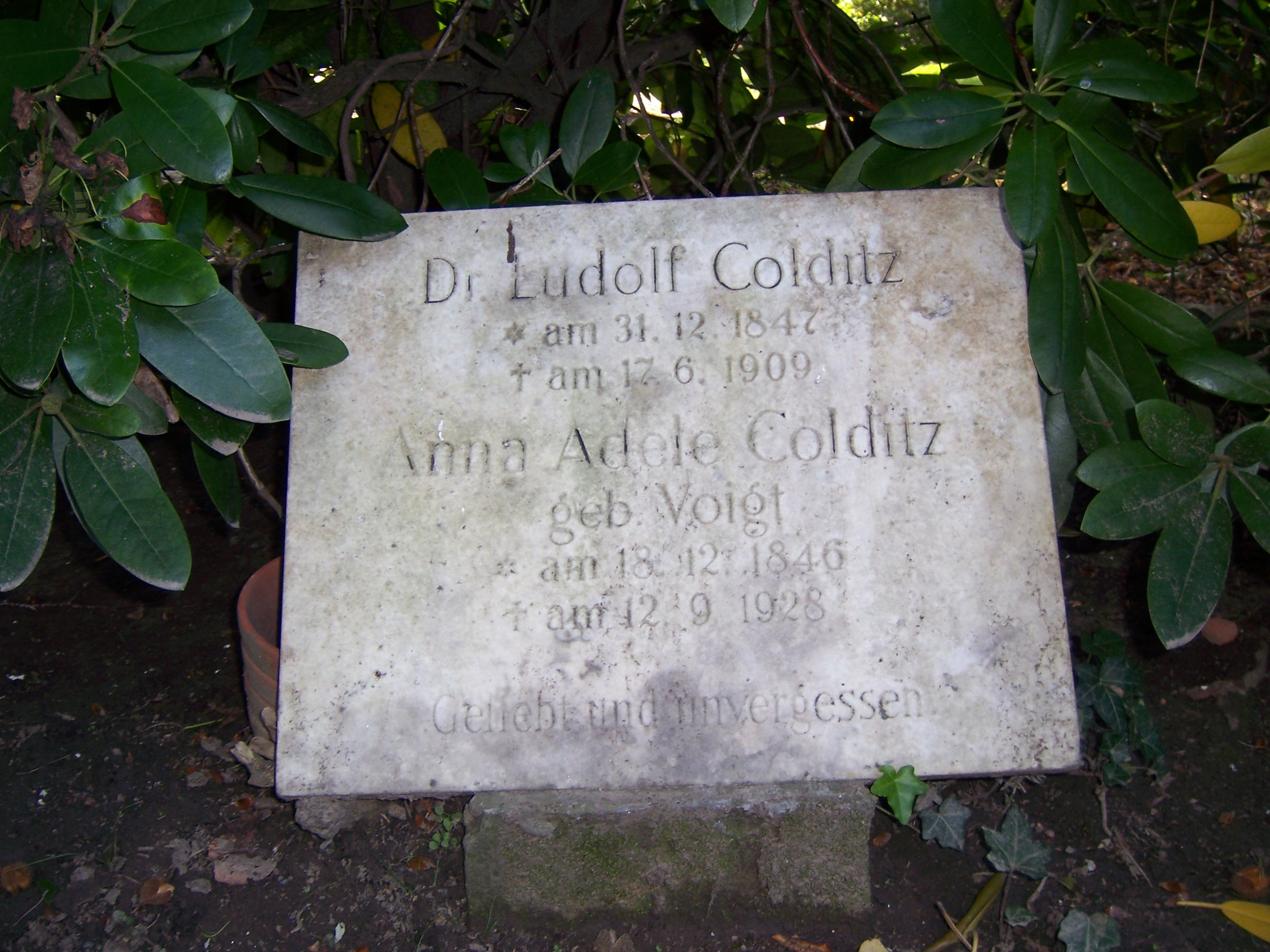
Grabplatte für Ludolf Colditz und Adele, geb. Voigt auf dem Südfriedhof in Leipzig

Ultimus Ludolf Alexander Colditz (* 31. Dezember 1847 in Naunhof; † 17. Juni 1909 in Dresden) war ein deutscher Jurist und Unternehmer.

## Leben
Ludolf Colditz studierte Rechtswissenschaft und promovierte am 20. Dezember 1872 an der Universität Leipzig zum Dr. jur.; der Titel seiner Arbeit wurde im Promotionsbuch nicht vermerkt. Er wurde später mit dem Ehrentitel Justizrat ausgezeichnet.
Colditz war Mitglied des Stadtrats von Leipzig und Präsident der Leipziger Immobiliengesellschaft, einer 1872 gegründeten Tochtergesellschaft der Allgemeinen Deutschen Credit-Anstalt.
Colditz war Mitglied der Leipziger Freimaurerloge Balduin zur Linde.

## Familie
Am 15. Februar 1873 heiratete Ludolf Colditz die Pfarrerstochter und Enkelin von Christian Friedrich Traugott Voigt, Anna Adele Voigt. Mit ihr hatte er fünf Kinder, darunter den einzigen Sohn Ludolf Colditz jun. (1883–1952), der die Firma Gebrüder Brehmer in Leipzig ab 1920 führte. Der Sohn promovierte 1907 an der Universität Leipzig zum Dr. jur.; seine Dissertation trug den Titel: Der Kontokurrentvertrag des Handelsgesetzbuches vom 10. Mai 1897.

## Ehrungen
Seit 1905 ist die Ludolf-Colditz-Straße und von 1905 bis 1947 war der Gustav-Schwabe-Platz im Leipziger Stadtteil Stötteritz nach ihm benannt.